# Rodolfo González Rissotto
Luis Rodolfo González Rissotto (* 7. Oktober 1949 in Montevideo; † 28. März 2020 ebenda) war ein uruguayischer Politiker.
Rodolfo González Rissotto belegte Kurse an der rechts- und sozialwissenschaftlichen Fakultät der Universidad de la República. Er schloss seine Ausbildung zum Historiker am Instituto de Profesores Artigas ab. Er war Professor für Vergleichung von Wahlsystemen und nationalem Wahlrecht („Sistemas y Derecho Electoral Nacional y Comparado“) am „Centro de Altos Estudios Nacionales“. Überdies war er korrespondierendes Mitglied der Academia Paraguaya de la Historia und Ehrenmitglied des Instituto Brasilero de Derecho Electoral (IBRADE). González Rissotto, der der Partido Nacional angehörte, war von 1985 bis 1990 Direktor der Abteilung für Wahlforschung beim Centro para la Democracia Uruguaya (CELADU), die eine Kooperation mit Deutschland führte. González Rissotto bekleidete von 1990 bis 1993 die Position des Director Nacional de Educación, des Nationalen Direktors für Bildung. Im selben Zeitraum stand er auch der Nationalen Kommission für Erwachsenenbildung („Comisión Nacional de Educación de Adultos“) als Präsident vor. Er war sodann zunächst von 1993 bis 1995 Staatssekretär und Vizeminister im Verteidigungsministerium Uruguays. Schließlich hatte er vom 15. Februar 1995 bis zum 1. März 1995 das Amt des Verteidigungsministers inne. Von 1996 bis 2010 war er Minister am Corte Electoral.
González Rissotto war mit der Historikerin Susana Rodríguez Varese verheiratet. Mit dieser hatte er einen Sohn namens Leandro Rodolfo.
Er starb am 28. März 2020 im Alter von 70 Jahren an den Folgen einer SARS-CoV-2-Infektion.